# Región del Litoral (Argentina)

Provincias que conforman el Litoral argentino. En tonos claros se observan las provincias de la mesopotamia argentina: Misiones, Corrientes y Entre Ríos. En tonos oscuros, Chaco, Formosa y Santa Fe.

La Región del Litoral comprende la zona del territorio argentino formada por las provincias de Misiones, Corrientes y Entre Ríos (que, a su vez, forman la Mesopotamia argentina), y la zona de las provincias de Formosa, Chaco y Santa Fe, que están cerca de los ríos Paraná y Paraguay. Esta región histórica y cultural está comprendida por las costas y zonas cercanas a los ríos Paraná, Paraguay y Uruguay, y las islas del Delta del Paraná, ubicadas en Entre Ríos y el más extremo norte de la Provincia de Buenos Aires. Su gentilicio es litoraleño. Fitogeográficamente, corresponde a las selvas de la provincia fitogeográfica Paranaense, que se transforman en sabanas y bosques xerófilos hacia la región central y sur.

## Toponimia
La palabra Litoral sugiere a un territorio con costas en un mar o en el océano, sin embargo en el caso del actual Litoral Argentino ninguna de las provincias litoraleñas tiene directa salida al mar o al océano. La denominación geográfica adviene desde tiempos del dominio español, épocas en las cuales (como sucedía durante el Virreinato del Río de la Plata) el extremo oriental de la Argentina tenía directa salida al mar por El Tapé, la Banda Oriental e incluso por la Guayrá.

Luego de inicios del siglo XIX, ya ocupadas las salidas directas del país en el noreste hacia el océano por los luso-brasileños, la palabra "Litoral" quedó restringida a las provincias que tenían la posibilidad de transportes ultramarinos al poseer costas en los principales ríos de la Cuenca del Plata. Esta zona que llegaba hasta el extremo noreste de la provincia de Buenos Aires, poseyó rasgos culturales característicos, principalmente por sus sustratos charrúas y guaraníes. La identidad de El Litoral se reforzó incluso con las inmigraciones de fines de siglo XIX.

## Población

### Primeros pobladores
Con anterioridad al 13 000 a. C., los primeros grupos humanos, cazadores de los grandes animales del pleistoceno, ocuparon las regiones del Sur actualmente brasileño y el norte de la Provincia de Misiones. Desde allí, se dirigieron al sur por las márgenes del Paraná y el Uruguay, alcanzando, hace 7000 años, la región meridional de Entre Ríos. Otros grupos ocuparon distintos ambientes del litoral y desarrollaron una economía con recursos más variados.

### "Nuevos" pobladores
Hacia el 5000 a. C., llegaron más grupos de cazadores-pescadores que establecieron sus campamentos en los terrenos sobreelevados de las márgenes del río Uruguay y, en Salto Grande dejaron pinturas rupestres de cierta complejidad, con dibujos geométricos. Otros cazadores, desde el 5000 a. C., pertenecientes a la industria altoparanaense, con origen en Paraguay y en Río Grande del Sur, se adaptaron a la selva misionera y permanecieron allí hasta la llegada de los guaraníes en el 1000 d. C. Con huesos y cuernos de animales elaboraron utensilios y adornos corporales.

### Cazadores pampeanos
En el 1500 a. C., se hicieron presentes en la llanura mesopotámica los cazadores de asnos que se adaptaron al medio rico en fauna terrestre y fluvial. Lograron una mayor diversificación de sus posibilidades y un gran equilibrio en la obtención de recursos. De estos, surgieron los etnohistóricos charrúas, quienes en la época de la conquista, ocupaban la Banda Oriental.

### Pueblos canoeros
A partir del 500 d. C., aumentó el cauce de los ríos, aparecieron los pueblos canoeros, quienes los usaron como vía de comunicación y aprovechamiento de la llanura ribereña. Navegaron los cursos del Paraná y del Paraguay y mantuvieron vinculación con el ambiente isleño y con las costas. Pescadores y cazadores, se los conoce como cultura de Goya Malabrigo o ribereños plásticos, se asentaron sobre las elevaciones naturales de la región, tallaban valvas de moluscos, elaboraban cerámica y practicaban ceremonias funerarias complejas. Eran de físico corpulento, semisedentarios, cazadores, recolectores y básicamente pescadores. Fueron antecesores de los chaná-timbúes, que jalonaban el Paraná desde Misiones hasta Entre Ríos, cuando llegaron los españoles.

### Agricultores
Hacia el 1000 d. C., también con antecedentes en territorios que actualmente están en poder del Brasil, se establecieron dos tradiciones de agricultores: eldoradense y luego desde el 1400 los "avá" o guaraníes. Los portadores de la tradición eldoradense habitaron en casas semisubterráneas y circulares, construidas sobre terraplenes naturales aptos para el cultivo. Por otra parte los amazónicos guaraníes, se establecieron a lo largo del Paraná y cultivaban mandioca, batata, maíz y yerba mate; cazaban, pescaban y recolectaban. Vivían en aldeas, con grandes casas comunales, cercadas por empalizadas. Excelentes canoeros, manufacturaban cestas y urnas funerarias. Se asentaron en Misiones y sobre el Delta del Paraná. Estaban regidos por jefaturas, cacicasgos secundarios y consejos de ancianos. Realizaron prácticas chamánicas, y antropofagia ritual. Los guaraníes dentro de su panteón politeísta creían en 'Tupá' o Ñamandú, dios creador y civilizador.
A la llegada de los europeos casi todos los pueblos originarios estaban en guerra entre ellos, destacándose los pámpidos (qom) o tobas, mocovíes, avipones, nivakles, pilagás en la zona chaqueña, también los wichis y wenkayek, mientras que en las riveras de los ríos Paraná-Paraguay y río Uruguay merodeaban los avá (guaraníes), en frecuente conflicto con los llamados por los guaraníes "mocoretás", "timbúes", "chanás", yaros, minuanes, querandíes y charrúas.

### Conquista europea
El Litoral fue uno de los primeros territorios de la Argentina en los que se establecieron los europeos con el emblema de España destacándose las expediciones de Sebastián Caboto la cual fue fundadora de Sancti Spiritu, primer asentamiento europeo en el territorio argentino. A estas expediciones españolas les siguieron muchas otras entre las que se destacan las de Juan de Ayolas, Irala, Hernandarias, Juan de Garay etc.
Así es que tras la frustrada primera fundación de Buenos Aires se creó la casa-fuerte de Asunción y a partir de esta no solo se fundó definitivamente la ciudad de Buenos Aires, sino que se fundaron las más antiguas ciudades de El Litoral: San Juan de la Vera de las Siete Corrientes, Santa Fe de la Vera Cruz, Nuestra Señora de la Concepción del Bermejo (estos entre los siglos XVI y XVII), así como los caseríos que darían origen a más nuevas ciudades: La Bajada del Paraná, Arroyo de la China (luego Concepción del Uruguay). A fines de este periodo los jesuitas establecieron sus provincias misionales creando San Ignacio Miní, Loreto, Yapeyú, Apóstoles, Corpus y ciudades en la orilla izquierda del río Uruguay como San Francisco de Borja, Itaquí etc., que serían la base de las actuales Paso de los Libres, La Cruz, Monte Caseros, etc.

## Constitución de la Argentina
A partir de la Revolución de Mayo de 1810 las zonas del Litoral que estaban hasta entonces subordinadas a Buenos Aires comienzan a constituirse en provincias, particularmente a partir de la expedición emancipadora comandada por Manuel Belgrano (1811) quién en la actual ciudad de Rosario hizo flamear por primera vez la Bandera Argentina. Belgrano fue secundado por el santafesino Estanislao López, el entrerriano Francisco Ramírez y el misionense Andrés Guazurary. Luego de la expedición de Belgrano tuvo especial valor el influjo del oriental José Artigas quien logró confederar en la Unión de los Pueblos Libres (dentro de las Provincias Unidas del Río de la Plata) a la mayoría de las provincias litoraleñas con el signo federal que se reunieron en 1815 en el Congreso de Oriente: Entre Ríos, Corrientes, Misiones, y recién tras ser Territorios Nacionales Argentinos en provincias (años 1950): Misiones (nuevamente), y Chaco y Formosa. En la ciudad de Santa Fe ocurrieron hechos de relevancia histórica, como la firma de la Constitución Argentina y todas sus reformas. Durante este período, y especialmente tras 1880 llegó una gran inmigración europea, procedente de Italia (especialmente friulanos en el Chaco), España, alemanes del Volga -principalmente en Entre Ríos, gran parte del Chaco, Misiones, y noreste de Corrientes-, polacos, ucranianos, alemanes (alemanes en general incluyendo a suizo alemanes -principalmente en Santa Fe-), judíos en diversas colonias agrícolas -principalmente en Santa Fe y Entre Ríos, checos, franceses (por ejemplo occitanos en Concordia), rusos (especialmente en Misiones), alemanes en general y suizo alemanes (en Santa Fe, Chaco, Misiones), daneses (Misiones), así como inmigración procedente del Cercano Oriente (sirios y libaneses) e incluso japoneses a Misiones y extremo noreste de Corrientes.

## Turismo
El turismo en esta región está desarrollado en varios ámbitos, el principal atractivo son las Cataratas del Iguazú, en la Triple Frontera entre Argentina, Brasil y Paraguay.
En Argentina, la muy amplia zona de las costas del los ríos Paraná, Uruguay y Paraguay le brinda al turismo nacional, regional e internacional, un destino para sus vacaciones.
En la provincia de Misiones se encuentran muchos atractivos ecológicos, como por ejemplo los Saltos del Moconá, también limítrofe con Brasil, Saltos del Tabay, Salto Encantado, Gruta India, Salto Berrondo, etc. Así mismo, es de gran importancia el patrimonio histórico de la provincia: Ruinas Jesuíticas de San Ignacio Miní, Loreto, Santa Ana, Santa María La Mayor, Mártires, etc.
A la ciudad de Santa Fe se la conoce como la "Cuna de la Constitución". Otro de sus apodos es La ciudad Cordial. Hoy la ciudad tiene varios puntos históricos, culturales y turísticos. El Camino de la Constitución es un recorrido turístico en los lugares donde se pudo hacer posible la firma de la Constitución de Argentina. El Puente colgante de Santa Fe es un importante ícono localizado en el acceso este, sobre la laguna Setúbal.
En Corrientes se encuentra un gran humedal: los esteros del Iberá, con fauna abundante y fácil de apreciar, pero la orilla del río Paraná que bordea más de la mitad del contorno de Corrientes, es protagonista de sendos concursos y fiestas de pesca de distintas especies ictícolas.
En Entre Ríos destacan las ciudades costeras tanto del río Paraná como del Uruguay. Colón es famoso por su turismo de playas de río, y Gualeguaychú por su carnaval. A su vez, frente a Concepción del Uruguay se hallan algunas islas turísticas a las que se llega en catamarán o bote, una de las más conocidas es la Isla Cambabacuá que destaca por sus playas naturales. En Chajarí, a pocos kilómetros del pueblo se encuentra un balneario desde el cual se puede observar la costa de Federación. También, cerca de la localidad de Ubajay se halla el parque nacional El Palmar conocido por su fauna y flora, entre los que destacan sus extensos palmares de butiá yatay y los carpinchos.
La Provincia del Chaco cuenta con distintos tipos de turismo, destacándose el cultural, por ser conocida mundialmente a su capital, Resistencia, como Ciudad de las Esculturas, con más de 500 obras de arte diseminadas en las veredas de la ciudad, implementándose un circuito de las esculturas, con obras de artistas de distintos países del mundo y provincias argentinas.